# The Futureheads
The Futureheads són un grup de rock indie britànic, provinent de Sunderland, Anglaterra. Les seves influències van des de XTC, Fugazi, Devo i Queen fins a Kate Bush. Fan música fugaç, energètica, alegre, Indie rock inspirat en el post-punk dels 80, i canten desenfadadament en els seus forts accents del nord d'Anglaterra.

## Història
La banda va començar com a trio amb Barry Hyde (baix i cantant), David "Jaff" Craig (baix), i Pete Brewis (bateria). Van començar a tocar junts el 2000 i van començar a guanyar fama a la seva regió. Ross Millard (cantant i guitarrista) va unir-se a la banda més tard, juntament amb Dave Hyde, el germà petit de Barry, que va reemplaçar Brewis. Van publicar un vinil amb quatre cançons el 2002, "Nul Book Standard", que va ser difícil d'introduir al mercat. Però, uns mesos més tard, algunes emissores de ràdio van començar a posar la seva musica, i la seva fama va començar a anar en alça.
The Futureheads, finalment, van publicar el seu primer àlbum, titulat com el mateix grup, el setembre de 2004. Però va ser la seva versió de Hounds of Love, una antiga cançó de Kate Bush, que els va llançar al front de l'escena musical britànica a principis de 2005. El grup ha reeditat el single Decent Days and Nights el maig de 2005. El grup ha estat de gira pel Regne Unit i EUA el 2005, i van tocar en diversos festivals a Europa durant l'estiu.
Recentment han editat un EP titulat "Area" i actualment estan preparant el seu segon àlbum.

## Discografia

### Albums
- The Futureheads - Num. 11 (Regne Unit)

### Singles
- First Day - Num. 58 (Regne Unit)
- A to B - Fora del Top 100
- Decent Days and Nights - Num. 26 (Regne Unit)
- Meantime - Num. 49 (Regne Unit)
- Hounds of Love - Num. 8 (Regne Unit)
- Decent Days and Nights (reedició) - Num. 26 (Regne Unit)